# Poppin' the Cork
Poppin' the Cork è un cortometraggio del 1933 diretto da Jack White. Fu l'esordio cinematografico per Robert Alton che firma le coreografie del film.

## Produzione
Il film fu prodotto dalla Jack White per l'Educational Films Corporation of America.

## Distribuzione
Distribuito dalla Fox Film Corporation, il film - presentato da E.W. Hammons - uscì nelle sale cinematografiche USA il 15 dicembre 1933.